# Nebriosoma fallax
Nebriosoma fallax is een keversoort uit de familie loopkevers (Carabidae). De wetenschappelijke naam van de soort is voor het eerst geldig gepubliceerd in 1867 door Laporte de Castelnau.